# Skozi oči prekariata
Skozi oči prekariata: prvi prekarski blog pri nas (COBISS) je nekdanji blog na naslovu spehnakruhu.com, ki nastal leta 2016. Od leta 2020 ne deluje več. Ukvarjal se je s prekarnostjo.
Isto ime ima knjiga o tej temi iz leta 2017, ki jo je izdal politolog Črt Poglajen z Inštituta za študije prekariata, izdajatelja tega bloga.